# Upplands runinskrifter 667
Upplands runinskrifter 667 är en vikingatida runsten av granit i Hassla, Häggeby socken och Håbo kommun. Runstenen är 1,8 meter hög och 1,2 meter bred. Runhöjden är 6-8 centimeter. Stenen är inte signerad men attribueras till Arbjörn.

## Inskriften
Translitterering av runraden:
· ig(u)lbi(u)rn · auk · nesbi(u)rn · itu · raisa · st(a)... ... ...ftiʀ · uinþa · faþur · sin ·
Normalisering till runsvenska:
Igulbiorn ok Næsbiorn letu ræisa stæ[in] ... [æ]ftiʀ uinþa, faður sinn.
Översättning till nusvenska:
Igulbjörn och Näsbjörn läto resa [denna] sten efter uinþa, sin fader.